# No (film 2011)
No è un cortometraggio documentario del 2011 di Abbas Kiarostami. Si tratta di uno dei numerosi cortometraggi girati dal regista iraniano incentrati su figure di bambini. No è in lingua italiana ed ha come protagonista una bambina di quattro anni che si rifiuta di farsi tagliare i capelli per partecipare a un film.

## Trama
Ad una bambina di 4 anni viene chiesto se se la sente di tagliarsi i capelli per poter partecipare ad un film, ma dopo alcune esitazioni, rifiuta. Il cortometraggio si conclude con una carrellata di bambine e ragazze che, parimenti, rifiutano di farsi tagliare i capelli.

## Produzione
Il cortometraggio, prodotto dalla Zadig Productions, è stato proiettato in una galleria d'arte a Teheran.

## Accoglienza

### Critica
Alessandro Arpa su Cinema Iraniano ritiene che "Questo lavoro di Kiarostami è fondamentale perché mostra le fasi che anticipano il momento delle riprese. L’assistente di regia tiene una conversazione con la giovane protagonista in cui le chiede se è disposta a sacrificare i propri capelli per il corto. La bambina non accetta e nel rifiuto l’opera acquista senso. Le espressioni titubanti ed incerte della ragazzina ma anche sincere e prive di alcun filtro smascherano la macchina cinematografica e restituiscono uno scorcio di realtà".